# Alexander Ackermann
Alexander Ackermann (* 18. Januar 1993 in Mannheim) ist ein deutscher Eishockeyspieler, der zuletzt bei den Adler Mannheim in der DEL unter Vertrag stand und per Förderlizenz bei den Heilbronner Falken in der DEL2 zum Einsatz kam.

## Spielerkarriere
Alexander Ackermann durchlief die Jugendabteilungen des Mannheimer ERC. Ab der Saison 2008/2009 schnürte er für die Jungadler Mannheim die Schlittschuhe, mit denen er 2009, 2010 und 2012 die Meisterschaft feiern konnte. In den DNL-Playoffs 2012 avancierte er mit sechs Toren und neun Assists in acht Spielen zum Topscorer. Am 7. Oktober 2011 wurde er bei der 1:4-Niederlage der Heilbronner Falken gegen die Hannover Indians erstmals bei den Profis in der 2. Bundesliga eingesetzt; sein erstes Tor bei den Profis feierte er am 21. Februar 2012 im Heimspiel der Falken gegen die Hannover Indians (Endstand 3:4). Die erste komplette Saison bei den Profis absolvierte Ackermann 2012/2013. Am 13. September gab Ackermann sein DEL-Debüt im Trikot der Adler beim 2:1-Heimerfolg gegen die Schwenninger Wild Wings.

### International
Ackermann nahm 2011 für Deutschland bei der U18-Junioren-Weltmeisterschaft und 2013 bei der U20-Weltmeisterschaft teil.

## Erfolge und Auszeichnungen
- 2009 DNL-Meister mit den Jungadler Mannheim
- 2010 DNL-Meister mit den Jungadler Mannheim
- 2012 DNL-Meister mit den Jungadler Mannheim

## Karrierestatistik

### International
(Legende zur Spielerstatistik: Sp oder GP = absolvierte Spiele; T oder G = erzielte Tore; V oder A = erzielte Assists; Pkt oder Pts = erzielte Scorerpunkte; SM oder PIM = erhaltene Strafminuten; +/− = Plus/Minus-Bilanz; PP = erzielte Überzahltore; SH = erzielte Unterzahltore; GW = erzielte Siegtore; 1 Play-downs/Relegation; Kursiv: Statistik nicht vollständig)